# Гайморова пазуха

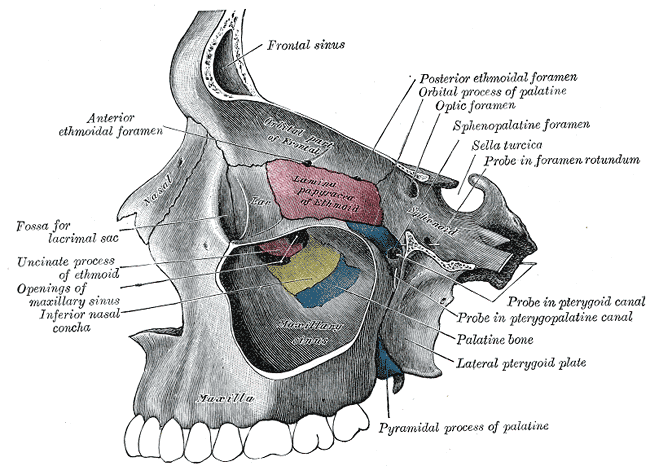
Лицевой череп сбоку, гайморова пазуха вскрыта.

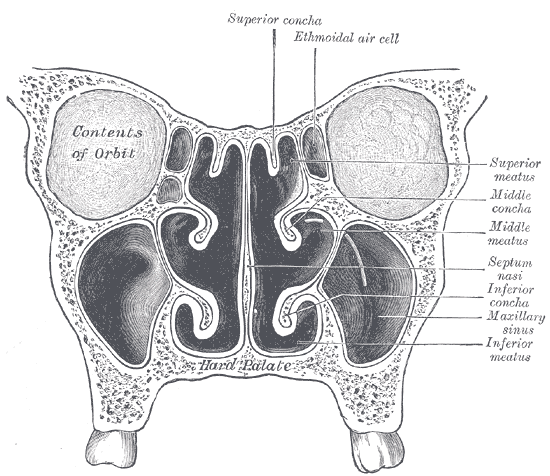
Корональный срез околоносовых пазух (гайморовы пазухи по бокам, книзу от глазниц).

Гайморова пазуха (верхнечелюстная пазуха, верхнечелюстной синус, гайморова полость; лат. sinus maxillaris, уст. лат. sinus Highmori) — парная придаточная пазуха носа, занимающая практически всё тело верхнечелюстной кости.

## Название
Получила название по имени английского врача Натаниеля Гаймора (1613—1685), впервые описавшего её заболевания. В русской медицинской литературе употребляется и естественное название «верхнечелюстная пазуха». Б. С. Преображенский, однако, предлагал заменить этот термин на «челюстная пазуха», поскольку в нижней челюсти пазух нет.

## Строение
Гайморова пазуха выстлана изнутри тонкой слизистой оболочкой с мерцательным эпителием, бедной бокаловидными клетками, сосудами и особенно нервами; в связи с этим заболевания гайморовой пазухи (гиперпластический и экссудативный гайморит, кисты, опухоли, инородные тела и т. д.) могут длительное время протекать бессимптомно. Верхнечелюстная пазуха сообщается с полостью носа посредством отверстия на внутренней поверхности верхнечелюстной кости, в нормальном состоянии наполнена воздухом (пневматизирована). Нижняя стенка гайморовой пазухи тонкая, что способствует развитию одонтогенного воспалительного процесса, попаданию пломбировочного материала в пазуху при пломбировании зубов и т. д.

## Стенки верхнечелюстного синуса
Верхнечелюстной синус имеет 5 стенок:
1. Верхнюю
2. Нижнюю
3. Медиальную
4. Переднюю
5. Задненаружную

## Обезболивание
Обезболивание стенок синуса достигается при различных методиках местной анестезии:
- При проведении инфраорбитальной анестезии наступает обезболивание слизистой оболочки и костной ткани передней, задненаружной, верхней и нижней стенок синуса.
- При проведении туберальной анестезии наступает обезболивание слизистой оболочки и костной ткани задненаружной стенки синуса.